# Filippo Monti
Filippo Monti (Faenza, 10 gennaio 1928 – Faenza, 15 dicembre 2015) è stato un architetto italiano.
La sua opera, segnata da rigore razionale e sensibilità al contesto, è considerata tra le espressioni più eleganti e originali dell’architettura romagnola del Novecento.

## Biografia
(Filippo Monti)

### Istruzione
Nel 1942 si iscrive all’Istituto Tecnico per Geometri di Faenza e nel 1947 consegue il diploma.
Tra il 1947 e il 1948 si dedica alla pittura, realizzando ritratti e studi di figura oggi conservati in collezioni private. Frequenta la scuola artistica di Faenza sotto la guida di Francesco Nonni e trova riferimenti in Giovanni Romagnoli e Franco Gentilini, ma i modelli più diffusi, ancora legati al periodo tra le due guerre, ne riducono l’interesse.
Nel 1948 si iscrive alla Facoltà di Architettura di Firenze. L’ambiente è difficile e i docenti non offrono un indirizzo preciso. Segue con interesse il corso di Carlo Maggiora e nel 1952 incontra Adalberto Libera, che lo sostiene e analizza i suoi progetti. Studia da autodidatta i maestri del Movimento Moderno: resta colpito da Adolf Loos, si avvicina a Le Corbusier, ma soprattutto a Richard Neutra e Ludwig Mies van der Rohe. Nel 1953 ottiene una borsa di studio per gli Stati Uniti ma non può usufruirne per ragioni economiche.
Nel 1954 discute la tesi di laurea su un velodromo coperto con tensostrutture, relatore Adalberto Libera, che segue poi a Roma per partecipare al concorso per il Velodromo delle Olimpiadi del 1960, cui rinuncia.

### Carriera
Nel 1955 torna a Faenza e insegna Disegno Geometrico alla Scuola di Arti e Mestieri fino al 1958, collaborando con il suo grande amico pittore, scultore e ceramista Domenico Matteucci. Nel 1957 vince il primo premio al concorso per la chiesa di San Vincenzo de’ Paoli a Bologna, difeso da Giuseppe Vaccaro e Luigi Figini; con quest'ultimo nasce un’amicizia che li porta a visitare insieme opere del Razionalismo europeo. Monti progetta abitazioni a Forlì e per il piano INA-Casa, ma trova nei concorsi il campo più stimolante. 
Nel 1959, con l'amico architetto Arturo Locatelli, presenta il piano regolatore generale di Faenza, introducendo soluzioni innovative sulla viabilità e sugli spazi pedonali. Lo stesso anno realizza l’Albergo Bellevue di Milano Marittima.
Nel 1960 realizza la casa Alberghi Grossi, prima opera a Faenza. Seguono la casa Rovelli e l’Asilo Materno di Granarolo Faentino, ispirati alla domus pompeiana.
Dal 1964 al 1971 fa parte del direttivo di Italia Nostra a Faenza. In questo periodo realizza il complesso residenziale Santa Margherita, il Night Club Woodpecker di Milano Marittima, la propria abitazione e la seconda casa Porisini. Partecipa al concorso per il Palazzo dello Sport di Firenze senza esito.
Tra il 1972 e il 1980 adotta un linguaggio più semplice e geometrico. L’opera principale è il complesso residenziale di via Ferrari a Faenza, seguito dalla casa Sassi e dal complesso “Le Logge”, con forte attenzione al rapporto con la natura.
Dal 1981 attraversa una crisi professionale. Nel 1985 realizza gli uffici Ciba Leasing. Tra il 1986 e il 1995 riceve incarichi pubblici: il Palazzo delle Poste di Faenza, la ristrutturazione della Camera di Commercio di Ravenna progettata dall'architetto Antonino Manzone, e il Palazzo delle Esposizioni di Faenza. In queste opere cura in particolare i dettagli costruttivi.
Tra il 1996 e il 2004 vive un periodo difficile, segnato anche dalla prematura scomparsa della figlia Anna Rita. Alterna piccoli lavori alla traduzione della Divina Commedia in dialetto romagnolo, pubblicata nel 2003. La critica ne riconosce il valore: nel 1996 la rivista Polis gli dedica un approfondimento monografico e nel 2003 esce il volume-intervista Filippo Monti in conversazione con Franco Bertoni.
Nel 2005 realizza la casa Boscherini e avvia i progetti per la casa Gargiulo e la ristrutturazione di casa D’Atri.
Negli ultimi anni, con Ennio Nonni, si dedica alla ceramica e realizza vasi-scultura, esposti nella sua prima e unica mostra alla Bottega Bertaccini di Faenza nel dicembre 2015.

## Opere

### Architettura

#### Opere di interesse riconosciuto
Opere presenti nel Catalogo generale dei Beni Culturali e nel censimento dell'Architettura Contemporanea:
| Denominazione                              | Indirizzo                    | Comune  | Anni      |
| ------------------------------------------ | ---------------------------- | ------- | --------- |
| Chiesa di San Vincenzo de' Paoli           | Via Adelaide Ristori 1       | Bologna | 1956-1971 |
| Casa e appartamenti D'Atri                 | Via Luigi Carlo Farini 13    | Faenza  | 1962-1963 |
| Complesso residenziale Santa Margherita    | Via Firenze 75-77            | Faenza  | 1963-1976 |
| Casa Monti                                 | Via Torino 7                 | Faenza  | 1964-1968 |
| Case a schiera "Le Vele"                   | Via Luigi Carlo Farini 21-33 | Faenza  | 1968-1970 |
| Discoteca Woodpecker                       | Viale Nullo Baldini 20       | Cervia  | 1969      |
| Casa Sassi                                 | Via San Biagio Antico 20     | Faenza  | 1972-1975 |
| Condominio "Le terrazze" (Le Logge)        | Viale Vittorio Veneto 31-33  | Faenza  | 1975-1981 |
| Nuovo Palazzo delle Poste                  | Via Naviglio 16              | Faenza  | 1984      |
| Palazzina per uffici Ciba Leasing          | Via Augusto Righi 3          | Faenza  | 1985-1987 |
| Ampliamento Camera di Commercio            | Viale Luigi Carlo Farini 14  | Ravenna | 1988-1990 |
| Negozi e appartamenti in piazza del Popolo | Piazza del Popolo            | Faenza  | 1992-1994 |

#### Altre opere
- Albergo Bellevue a Milano Marittima (1957-1959)
- Casa Alberghi-Grossi a Faenza (1960)
- Casa Porisini a Faenza (1961-1962)
- Casa Rovelli a Faenza (1963-1964)
- Asilo Materno di Granarolo
- Grattacielo[24] a Faenza
- Condominio di via Volpaccino a Faenza
- Complesso residenziale di via Ferrari a Faenza
- Complesso residenziale di via Filanda Nuova a Faenza
- Complesso residenziale di via Mameli a Faenza
- Complesso residenziale di via Osteria del Gallo a Faenza
- Palazzo delle Esposizioni a Faenza
- Casa Prati a Faenza
- Casa Boscherini a Faenza
- Casa Bassetti a Faenza
- Casa Padovani a Faenza
- Casa Gargiulo[25] a Faenza (2010-2012)

### Letteratura
- La Divina Commedia in romagnolo[8]:
  - E' Purgatori (1996);
  - L'Inféran (1997);
  - E' Paradis (2003).